# KS-172
KS-172는 러시아의 장거리 공대공 미사일이다. 사거리 400 km이며, 조기경보기 킬러라는 별명에, K-100 등 다른 모델명으로도 불린다.
무게 748 kg으로 사이드와인더의 8배 무게이다. 액티브 레이다 유도를 사용한다.
1979년부터 배치된 SA-11 지대공 미사일을 전투기에 바로 장착한 것이다.

## 역사
부크 미사일의 외양을 개량했다. 1990년대 중반 예산부족으로 개발이 중단되었다. 2004년 인도와 Su-30MKI 전투기 수출계약이 체결되면서, 다시 개발되었다.

## 중국
2013년 중국이 러시아로부터 수호이 35(Su-35)를 대거 구입할 것이라는 주장이 제기된 가운데 J-20을 위해 K-100(R-172）미사일을 얻기 위한 목적이라는 주장도 제기됐다. 중국 언론 둥팡왕(東方網)은 외신을 인용해 사거리 300km, 최대 속도 마하 3에 달하는 K-100-1 미사일이 Su-35에 장착될 것이라는 주장이 제기된 가운데 중국에 Su-35의 진정한 의미는 이 미사일이라고 전했다.
러시아는 2015년 11월 수호이-35 24대를 중국에 수출하는 약 20억 달러(약 2조3270억원) 규모의 계약을 체결한 바 있다. 1차분 4대는 지난해 12월에 중국에 인도됐으며, 남중국해를 관할하는 남부전구에 배치됐다.

## 북한
2002년 8월 21일, 김정일 위원장이 극동지역의 콤소몰스크-나-아무례 항공기 제작 공장을 방문, 신형 Su-30 전투기를 견학했다. 러시아의 대북한 무기판매에 정통한 소식통들은 러시아가 단거리 방공시스템, SU-27 및 미그-29 전투기, 무인 프첼라(PCHELA)-1 정찰기, 미군과 한국군의 움직임을모니터할 수 있는 레이다, 소형 해군순찰함정 등을 북한에 제공할 예정이라고 말했다. 그러나 수호이 27은 수출이 거절되었을 것이라는 서방측 보도도 있었다. 정확한 것은 확인하기 힘들지만, 김정일이 수호이 27 수출계약이 거부되었는데도 최신형 수호이 27인 수호이 30 공장을 견학했다는 것은, 부자연스럽다.
2009년 12월 14일, 뉴욕타임스는 태국에 압류된 북한의 수출무기 중에서 K-100 미사일이 발견되었다고 보도했다. 이란으로 수출되는 것으로 추정했다. 이 미사일은 대형 전투기인 수호이 27에만 장착된다고 하는데, 북한에는 미국의 F-15에 해당하는 30톤급 전투기 수호이 Su-27가 없다고 알려져 있다. 50톤급 대형인 미그 31도 사용 가능하나 역시 북한에는 보유하고 있지 않다.
상자에 K-100으로 명시되어 있어 해당 미사일로 추측하였으나 단순 상자에 표기된 것으로 추측만 했던 해프닝이었다.

K-100은 한국군의 5.56mm 탄환 명이기도 하여 북한군이 한국군의 탄환을 복제 생산한다는 추측도 하였다.
태국 정부는 압수한 북한제 무기들을 폐기하지 않고, 자국군에 사용키로 했다.
2012년 1월 31일, 김정은이 '오중흡 7연대' 조선인민군 공군 제1017부대 부대장 허룡의 집을 방문, 이들 부부와 포옹을 했다.
2013년 6월, 김정은이 평양에서 1시간 거리인 평안남도 순천 비행장의 인민군 공군 제1017부대를 시찰했다. 조기경보기 킬러인 러시아의 K-100 미사일을 공개했다. K-100 미사일은 수호이 27 중에서도 최신형에만 장착가능하다고 알려져 있는데, 북한은 구형 수호이 27도 보유하지 않은 것으로 한미 정보당국은 파악하고 있다. 그런데 북한은 언론에 K-100 미사일을 공개했다.
2014년 10월 19일, 잠적 40일만에 김정은이 '오중흡 7연대' 조선인민군 공군 제1017부대를 시찰했다. 리설주가 하이힐을 신고 핸드백을 들고 동행했다. 우수부대를 뜻하는 '오중흡 7연대' 칭호를 받은 최정예부대다. 2013년 1월과 8월에도 김정은이 시찰했다. 순천 비행장에는 1개의 지하 활주로가 있다.
북한 순천기지는 현재 북한 공군에서 실력 최강의 부대로 기본적으로 정예 공군력이 모두 여기에 있다. 김정은 북한 노동당 제1비서도 순천 기지를 여러 차례 찾았다.
2014년 11월, 북한 노동당 정치국 상무위원인 최룡해 비서가 모스크바를 방문해 러시아 전투기인 수호이-35 구매 의사를 밝혔다. 이에 대해 러시아는 부인했다.
2017년 9월 24일 새벽 1시, 미국 공군 B-1 랜서가 한국 전쟁 이후 최초로 동해 NLL을 넘어서, 원산 300 km 동쪽 공해상에서 3시간 동안 비행을 하며 무력시위를 했다. 새벽시간이라 북한은 레이다도 제대로 작동을 하지 않았으며, 전투기 긴급발진도 없었다. 그러나 평안남도 순천 비행장에 사거리 400 km인 K-100 미사일을 탑재한 전투기가 출격했으면 격추될 수 있었다. 미국 공군은 NLL 남쪽에 KC-135 공중급유기와 B-1 랜서 조종사 구출용 헬기를 비행하면서 대기하고 있었다.

## 대한민국
한국은 1992년 삼성물산이 러시아에서 계약서에 서명한 이후, 20년만인 2012년 KM-SAM을 개발완료했는데, 무게 400 kg인 액티브 레이다 유도 미사일을 러시아에서 기술도입해 국산화하였다. 한국의 개발 실무자는 SA-11을 바로 전투기에 장착하여 KS-172로 사용하듯이, 똑같은 러시아제 액티브 레이다 유도 미사일인 KM-SAM도 바로 전투기에 장착하여 사용할 수 있다고 말했다.
2000년 김대중 대통령은 차기전투기사업의 최종기종으로 미국 F-15K를 선정했다. 가격이 3배 싼 수호이 35(정확하게는 수호이 37이 참여했다)가 탈락하자 러시아 정부가 불공정한 입찰결과라며 강력하게 항의했다.

## 같이 보기
- 순천 비행장